# Allia Bay
Allia Bay est une zone fossilifère de la rive orientale du lac Turkana, au Kenya. Elle a livré ses premiers fossiles d'Hominina en 1982, suivis d'autres ultérieurement. Ce sont des restes d'Australopithecus anamensis, espèce un peu plus ancienne qu'Australopithecus afarensis. L'endroit a été étudié par des chercheurs tels que Richard Leakey, Meave Leakey, Craig Feibel, Ian McDougall et Alan Walker.

## Localisation
Allia Bay est la zone la plus septentrionale de la vaste région de Koobi Fora. Une de ses caractéristiques distinctives est un «lit à ossements», vieux d'environ 4,2 millions d'années, qui était sans doute le lit ancestral de la rivière Omo.

## Découvertes
Tous les spécimens fossiles de l'endroit ont entre 3,9 et 4,4 Ma. Ils ont été datés en utilisant principalement trois techniques, la datation argon-argon, celle par le potassium-argon et la magnétostratigraphie. Meave Leakey, Craig Feibel, Ian McDougall et Alan Walker sont à l'origine de la découverte de douze spécimens attribués à l'espèce Australopithecus anamensis. Celle-ci a un temps été considérée comme l'ancêtre d'Australopithecus afarensis, un peu plus tardive (2,9 à 3,9 Ma). Elle est elle-même légèrement plus récente que l'espèce Ardipithecus ramidus (4,4 Ma), trouvée principalement en Éthiopie.
Les douze spécimens d'Allia Bay sont à mettre en relation avec neuf autres trouvés à Kanapoi, au sud-ouest du lac Turkana, au Kenya. Les premiers spécimens de Kanapoi forment l'holotype de l'espèce tandis que les fossiles ultérieurs de Kanapoi et ceux d'Allia Bay sont des paratypes.
Les spécimens d'Allia Bay, présentés ci-dessous, ont été trouvés dans ou au dessus du tuf de Moiti. Ils ont un âge moyen de 3,89 Ma.
| Specimen     | Date | Site            | Partie du corps                                            | Découvreur          |
| KMN-ER 7727  | 1982 | Allia Bay 261-1 | M2 gauche                                                  | J. Kithumbi         |
| KMN-ER 20419 | 1988 | Allia Bay 251   | radius gauche                                              | M. Kyeva            |
| KMN-ER 20420 | 1988 | Allia Bay 261-1 | M2 gauche                                                  | J. Kimengich        |
| KMN-ER 20421 | 1988 | Allia Bay 261-1 | M3 droite                                                  | Équipe de recherche |
| KMN-ER 20422 | 1988 | Allia Bay 261-1 | M1 gauche                                                  | Équipe de recherche |
| KMN-ER 20423 | 1988 | Allia Bay 261-1 | M2 gauche                                                  | Équipe de recherche |
| KMN-ER 20427 | 1988 | Allia Bay 261-1 | M1 gauche                                                  | Équipe de recherche |
| KMN-ER 20428 | 1988 | Allia Bay 261-1 | M3 gauche                                                  | Équipe de recherche |
| KMN-ER 20432 | 1988 | Allia Bay 261-1 | fragment gauche de mandibule avec racine de canine et P3-4 | Équipe de recherche |
| KMN-ER 22683 | 1988 | Allia Bay 261-1 | P4 gauche                                                  | Équipe de recherche |
| KMN-ER 24148 | 1988 | Allia Bay 261-1 | dm2 gauche                                                 | Équipe de recherche |
| KMN-ER 30203 | 1995 | Allia Bay 261-1 | I1 droite                                                  | A. Walker           |
| KMN-ER 30200 | 1995 | Allia Bay 261   | maxillaire gauche avec M1 3                                | K. Kimeu            |

Méthode de nommage : KNM-ER signifie Kenya National Museum - East Rudolf, où Rudolf est l'ancien nom du lac Turkana.